# Glostrup FK
Glostrup FK is een Deense voetbalclub uit Glostrup. De club werd in 1932 opgericht als AIK Glostrup en speelt anno 2008 in de Deense tweede divisie Oost, de derde hoogste voetbalcompetitie in Denemarken. Sinds 2003 speelt de club onder de huidige naam, na een fusie tussen Glostrup IF 32, Glostrup IC en Hivissinge FC.